# ГЕС Långå
ГЕС Långå — гідроелектростанція у центральній частині Швеції. Знаходячись перед ГЕС Halvfari, становить верхній ступінь в каскаді на річці Юснан, яка впадає у Ботнічну затоку Балтійського моря біля міста Юсне.
У 1962 році для накопичення ресурсу в інтересах всього каскаду на Юснані в його верхів'ях звели греблю Lossen. Ця споруда висотою 20 метрів утримує водосховище з припустимим коливанням рівня поверхні в діапазоні 27 метрів та корисним об‘ємом 500 млн м3. Із нього через лівобережний гірський масив прокладено дериваційний тунель довжиною понад 10 км до розташованого на глибині близько 200 метрів машинного залу. Тут подана з Lossen вода живить турбіну типу Френсіс потужністю 62 МВт, яка при напорі у 130 метрів забезпечує виробництво 192 млн кВт·год електроенергії на рік.
Машинний зал ввели в експлуатацію у 1973 році з двома гідроагрегатами. Другий, обладнаний турбіною того ж типу з потужністю 94 МВт, отримує ресурс по іншому дериваційному тунелю довжиною 6 км, прокладеному від сховища на лівій притоці Юснану річці Міттан. У 1973-му її перекрили земляною греблею висотою 23 метри, яка утримує водосховище Grundsjömagasinet з припустимим коливанням рівня поверхні в діапазоні 23,5 метра та корисним об‘ємом 285 млн м3. При роботі з ресурсом із Міттан створюється більший напір — 218 метрів, що є п'ятим показником у Швеції та забезпечує виробництво 215 млн кВт·год електроенергії на рік.
Відпрацьована вода відводиться до Юснану через тунель довжиною 2,9 км.
У середині 2010-х із метою підвищення безпеки на гідротехнічних спорудах підсилили греблю Lossen, для чого зокрема спорудили два водопропускні шлюзи, що виводять до дренажного каналу довжиною 0,55 км. Проєкт потребував земляних робіт в об'ємі 700 тис. м3, крім того, знадобилась виїмка 70 тис. м3 скельних порід.
Також у 2010-х компанії Rainpower замовили модернізацію турбіни гідроагрегату G1, який використовує ресурс із Lossen.